# Stezka pro cyklisty

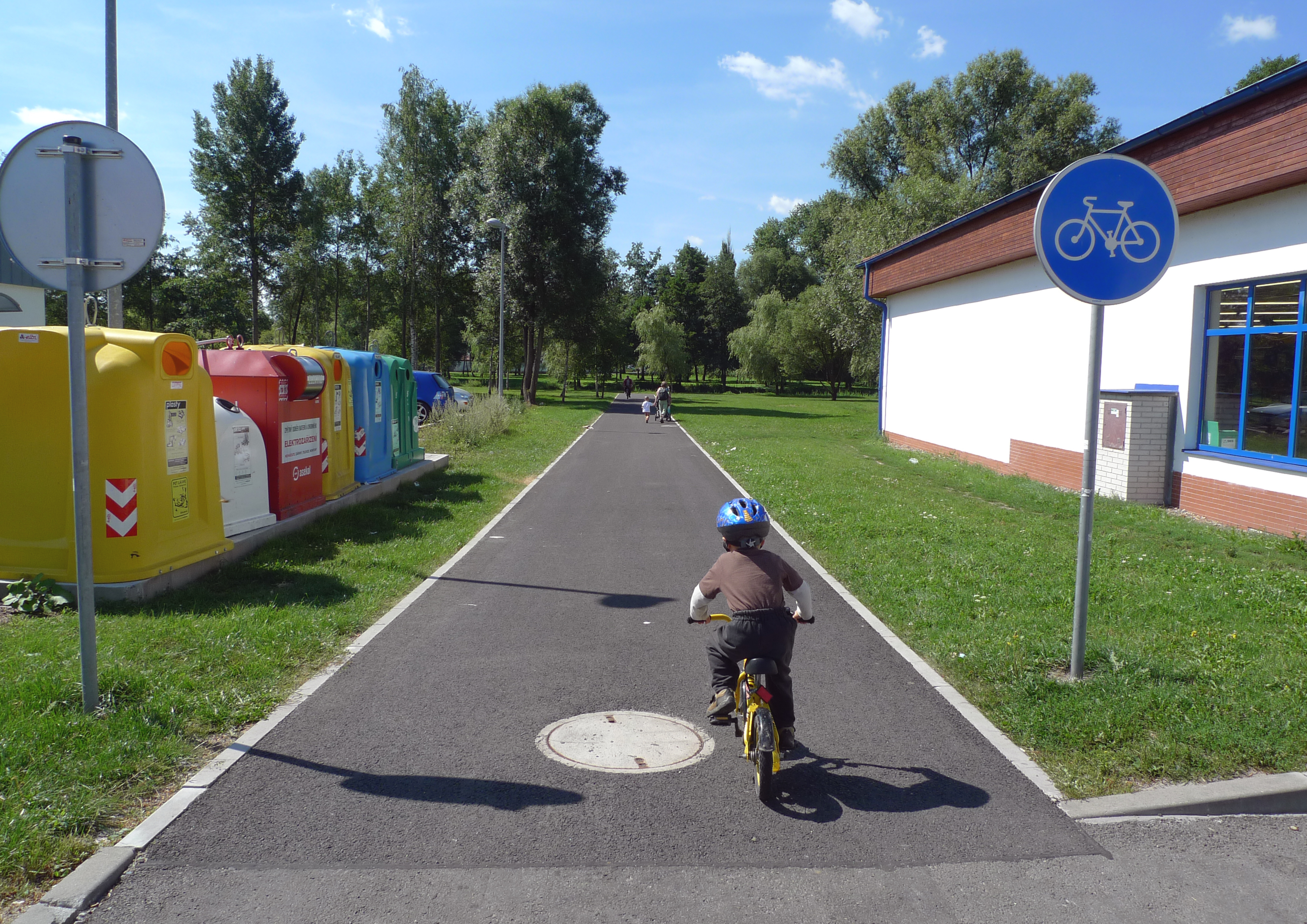
Stezka pro cyklisty v Mimoni

Stezka pro cyklisty (zkráceně cyklostezka) je pozemní komunikace nebo její jízdní pás (nikoliv jen jízdní pruh) vyhrazená dopravní značkou pro jízdu na jízdním kole.

## Charakteristika

### Podmínky využití
V kontextu české legislativy je určena pouze pro cyklistickou dopravu. Motorová vozidla, pěší a jezdci na koni jsou z ní vyloučeni. Pravidla silničního provozu v České republice povolují užití stezky pro cyklisty též jezdcům na kolečkových bruslích, lyžařům apod.
Stezka pro cyklisty je určena pro provoz jízdních kol, což nicméně v českém právu zahrnuje jak mechanická dvoustopá jízdní kola, tak při splnění určitých prostorových a výkonnostních parametrů i značnou část elektrokol, koloběžky a elektrokoloběžky a šlapací tříkolky a čtyřkolky s elektromotorem i bez něj.[zdroj?]
Člověk jedoucí na jízdním kole v zásadě není povinen stezku pro cyklisty užít. Zákon od 1. 1. 2022 stanoví, že je-li zřízen jízdní pruh pro cyklisty, vyhrazený jízdní pruh pro cyklisty, stezka pro cyklisty nebo je-li na křižovatce s řízeným provozem zřízen pruh pro cyklisty a vymezený prostor pro cyklisty, je cyklista povinen jich užít v daném místě a směru, ledaže by tím mohla být ohrožena bezpečnost nebo plynulost provozu na pozemních komunikacích. Uvedená povinnost užít stezku pro cyklisty v daném místě a směru je natolik úzká a současně výjimka odůvodněná možným ohrožením bezpečnosti nebo plynulosti provozu na pozemních komunikacích je natolik široká, že pokrývá v zásadě všechny důvody, kvůli kterým cyklisté stezky pro cyklisty a další vyjmenovanou cyklistickou infrastrukturu v některých případech neužívají. Typicky se jedná o nevhodnou trasu, špatný technický stav komunikace nebo množství chodců, které činí cyklistickou infrastrukturu v danou chvíli nepoužitelnou. Uvedená povinnost se navíc nikdy nevztahovala na stezku pro chodce a cyklisty (společnou ani dělenou) nebo stezku pro chodce s povoleným vjezdem cyklistů. 

### Značení a fyzické vlastnosti
Stezka pro cyklisty může být též doplněna vodorovným dopravním značením (šipky, podélné čáry, přechody pro chodce přes stezku) a může na ni navazovat přejezd pro cyklisty. V některých případech bývá před dopravně kolizním místem (křížení s pozemní komunikací apod.), kde není zajištěn bezpečný průjezd cyklistů, stezka pro cyklisty ukončena, případně doplněna značkou přikazující sesednout z kola, a za tímto místem je označen znovu začátek stezky pro cyklisty.
Stezky pro cyklisty jsou velmi rozšířené v některých západoevropských státech, ale i v rovinatých českých městech (například Hradec Králové a Pardubice). Nové právní a technické předpisy připravují podmínky pro systematický rozvoj sítě stezek pro cyklisty v Česku.[zdroj?]
Pokud není pruh pro cyklisty od vozovky pro ostatní silniční vozidla oddělen fyzicky (obrubníkem, dělicím pásem, pásem zeleně atd.), jde zpravidla pouze o tzv. vyhrazený jízdní pruh pro cyklisty, nikoliv o stezku pro cyklisty. Vztahují se na něj obdobně ta ustanovení pravidel silničního provozu pro jízdní pruh vyhrazený pro autobusy nebo trolejbusy městské hromadné dopravy.[zdroj?]

### Technické a návrhové parametry v Česku
Základním dokumentem určujícím hlavní parametry pro pozemní komunikace včetně stezek je norma ČSN 736110.
Podrobnější parametry pro komunikace pro cyklisty včetně cyklostezek jsou Ministerstvem dopravy určené v dokumentu TP 179.

## Stezka pro chodce a cyklisty

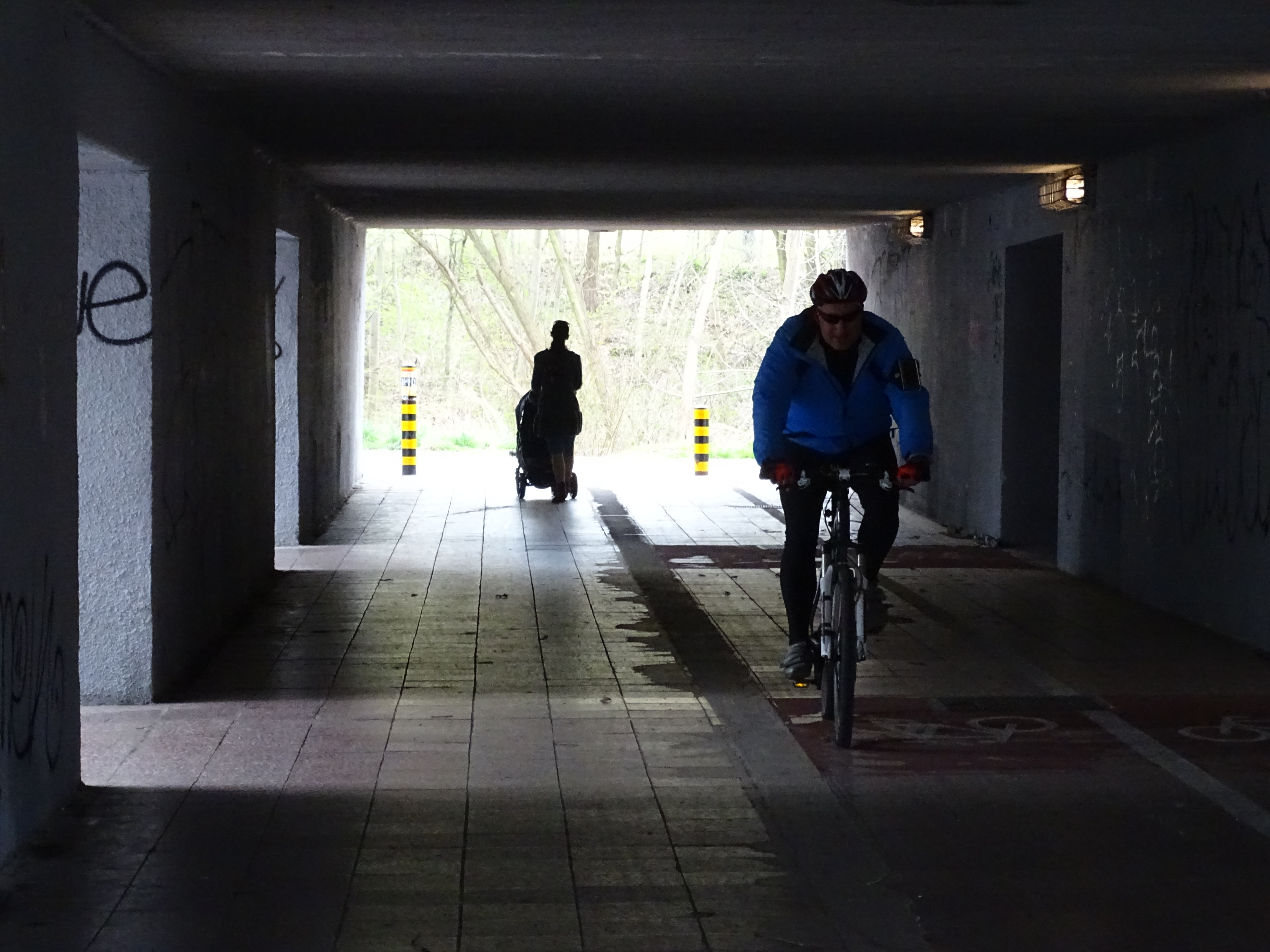
Dělená stezka pro chodce a cyklisty v podchodu v Praze-Modřanech

Stezka pro chodce a cyklisty je oproti stezce pro cyklisty přístupná též chodcům. Od roku 2001 umožňují v České republice dopravní značky rozlišit případy, kdy je stezka pro chodce a cyklisty rozdělena na samostatné pruhy a kdy celá šířka stezky je určena chodcům i cyklistům dohromady. 
Existoval výkladový spor o to, jestli se ustanovení o dříve široké povinnosti užít stezku pro cyklisty vztahovalo i na stezku pro chodce a cyklisty. Tiskové oddělení Policie ČR v roce 2014 zastávalo názor, že pojem „stezka pro cyklisty“ v příslušném ustanovení zahrnuje i „stezku pro chodce a cyklisty“, přičemž povinnost stezku užít podle tohoto výkladu vyplývá již z toho, že jde o značku příkazovou, tedy takovou, kterou je účastník provozu povinen se řídit. Příkazové značky ale takovýto význam dle mezinárodních úmluv mít nemohou. Právník Tomáš Kindl kolem roku 2020 označil tento výklad policie za mylný, protože podle něj zákon konzistentně rozlišuje „stezku pro cyklisty“ a „stezku pro chodce a cyklisty“. Stanovisko vlády ke sněmovnímu tisku v červenci 2020 dokonce výslovně uvedlo, že „z platné právní úpravy přitom jednoznačně vyplývá, že se předmětná povinnost netýká společných stezek pro chodce a cyklisty“.  Policie ČR v reakci na vládní stanovisko konstatovala, že z hlediska jazykového výkladu předmětného zákonného ustanovení „nelze, než konstatovat, že uvedené ustanovení se skutečně vztahuje pouze na samostatné stezky pro cyklisty“, a to přesto, že prováděcí vyhláška č. 394/2015 Sb. u značek č. C 9a a C 10a (společné stezky) jako význam těchto dopravních výslovně uvádí: „Značka přikazuje chodcům a cyklistům užít v daném směru takto označeného společného pruhu nebo stezky…“ Policie ČR ze skutečnosti, že vyhláška má zákon provést, nesmí však jít nad rámec zákona, vyvozuje, že ustanovení zákona je v tomto případě nadřazeno ustanovení vyhlášky. Rozsudek Nejvyššího správního soudu ze dne 21. 12. 2023, č. j. 4 As 102/2023-25, konstatoval: „Z § 57 odst. 1 zákona o silničním provozu nevyplývá povinnost cyklisty užít stezku pro chodce a cyklisty. Cyklista je totiž účastníkem silničního provozu ve smyslu § 2 zákona o silničním provozu a náleží mu veškerá práva a povinnosti z toho vyplývající. Není-li pozemní komunikace označena dopravní značkou „Zákaz vjezdu jízdních kol“, může ji cyklista využít i za situace, kdy se v blízkosti nachází stezka pro chodce a cyklisty“. Od 1. 1. 2022 člověk jedoucí na jízdním kole v zásadě není povinen užít jakýkoli typ stezky (viz výše).

## Jiné způsoby značení
Stezky a komunikace určené především chodcům a cyklistům bývají značeny též řadou dalších způsobů. Buď je motorizovaný provoz vyloučen či omezen zákazovými značkami (zákaz vjezdu všech motorových vozidel, zákaz vjezdu všech vozidel v obou směrech s uvedenými výjimkami apod.), nebo je naopak na vyznačenou stezku pro chodce povolen vjezd cyklistů dodatkovou tabulkou. 
Na takovéto komunikace se přímo nevztahují ustanovení zákona o „stezkách pro chodce a cyklisty“.

## Fotogalerie

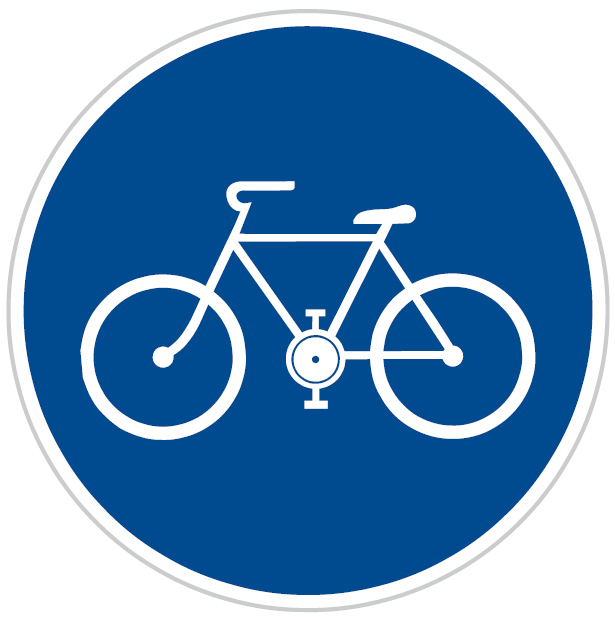
Příkazová dopravní značka C 8a „Stezka pro cyklisty“ přikazuje cyklistům užít v daném směru takto označeného pruhu nebo stezky. Pruhu nebo stezky smí užít i osoba vedoucí jízdní kolo.
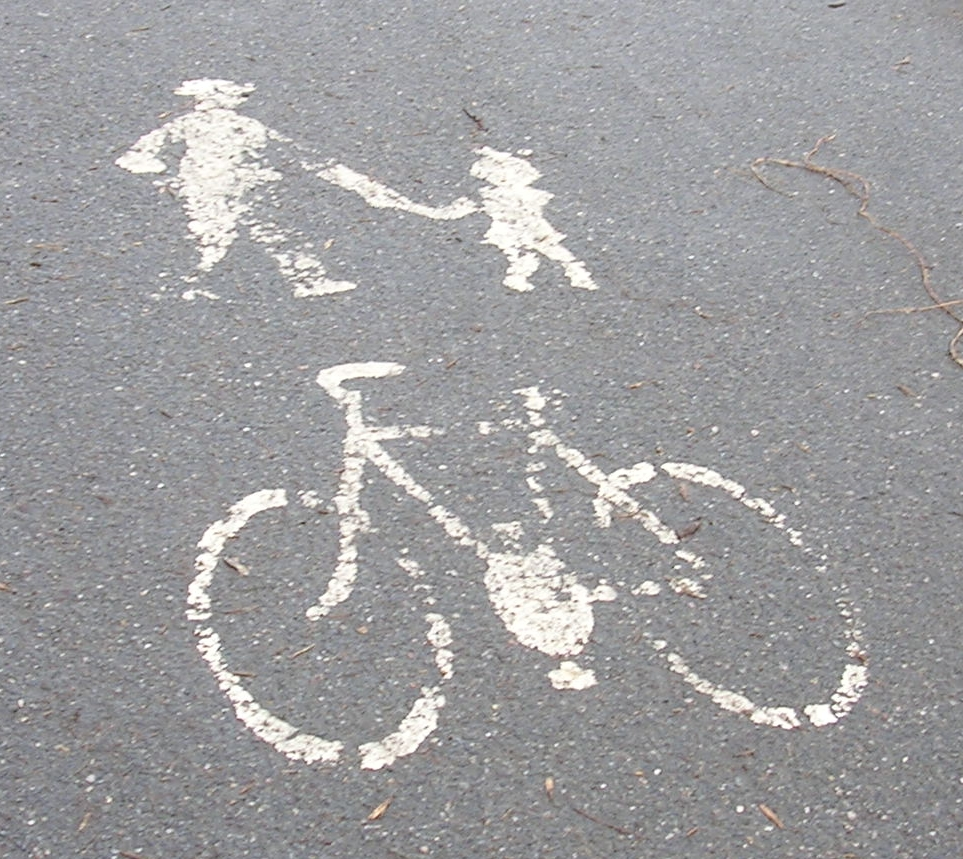
Vodorovné dopravní značení (V 14) stezky pro chodce a cyklisty
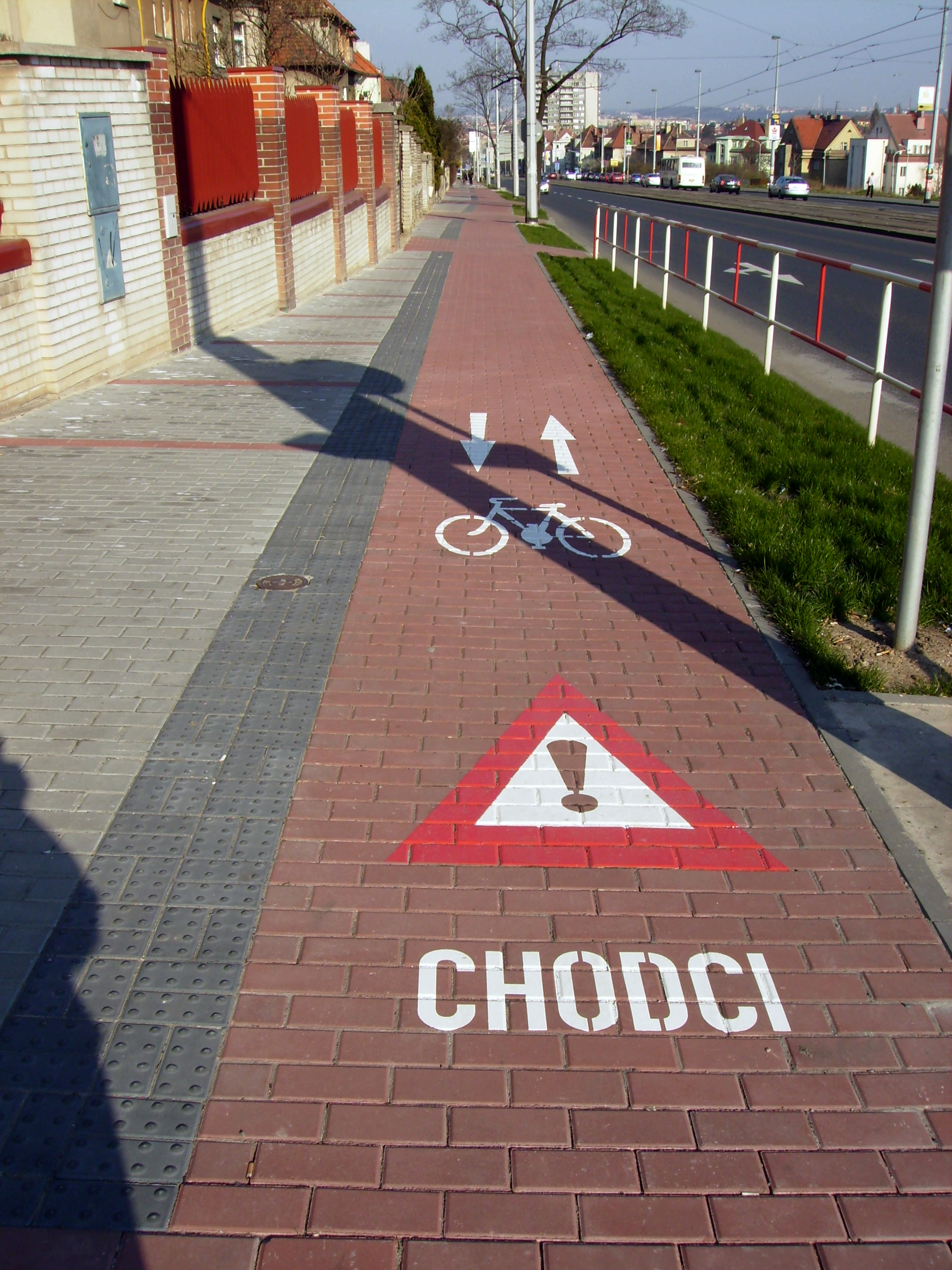
Stezka pro chodce a cyklisty v Praze 6
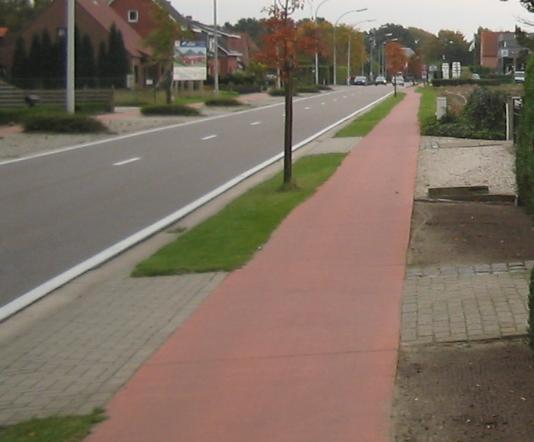
Cyklostezka v Belgii
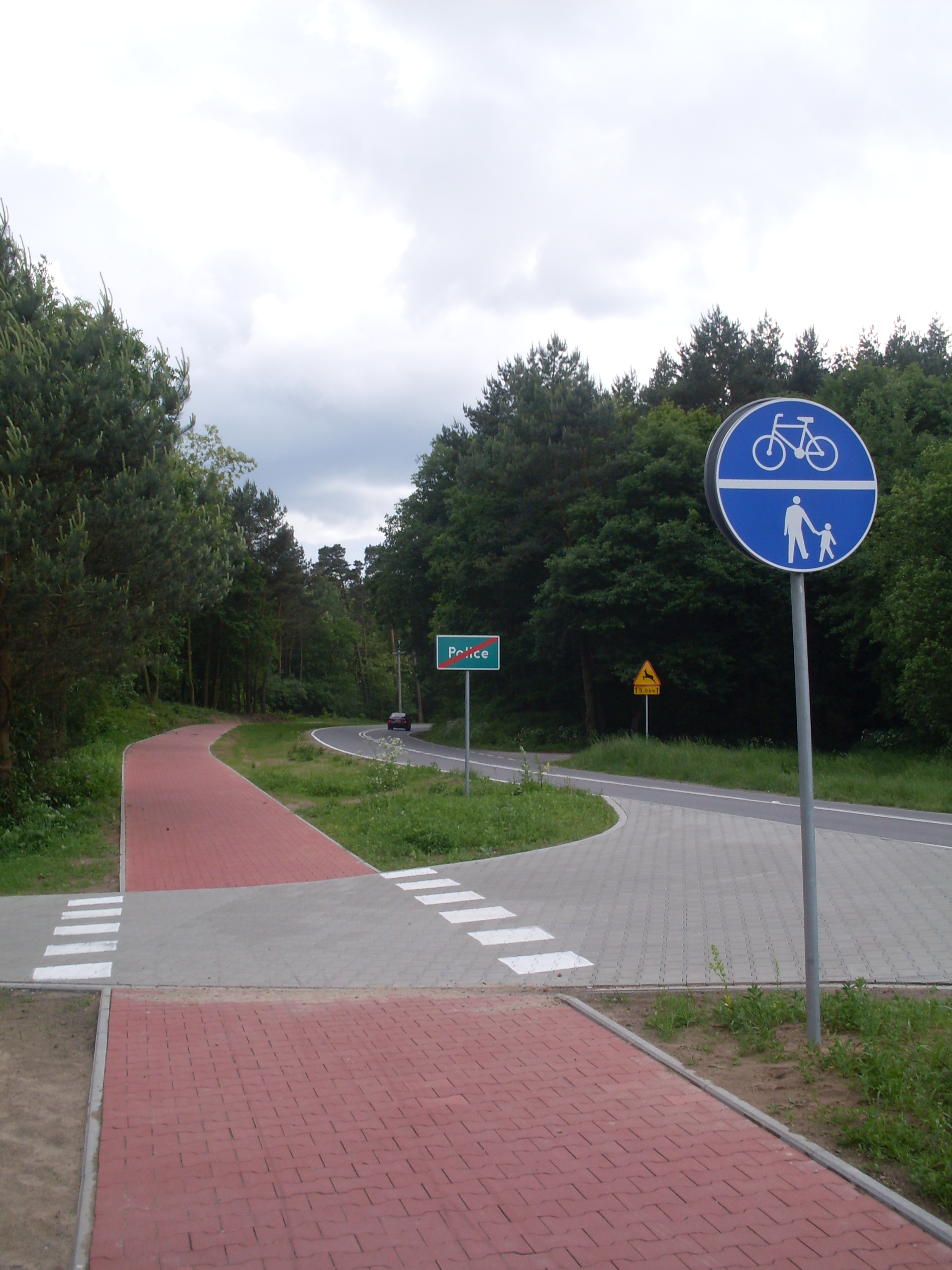
Stezka pro cyklisty a chodce v Policích (Polsko)
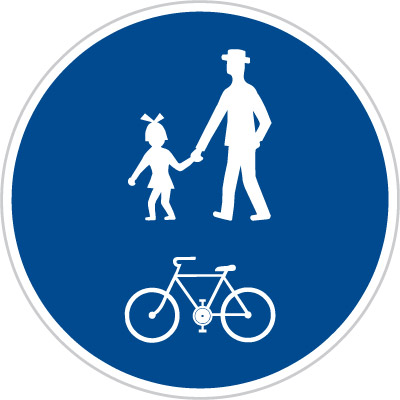
Příkazová dopravní značka C 9a Stezka pro chodce a cyklisty společná
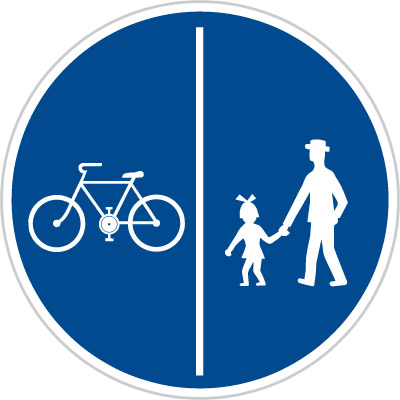
Příkazová dopravní značka C 10 a Stezka pro chodce a cyklisty dělená
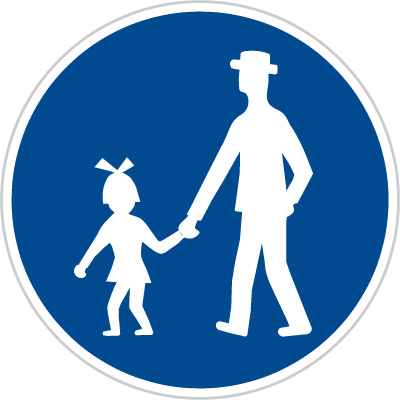
Příkazová dopravní značka C 7a Stezka pro chodce pohyb cyklistů po dané komunikaci sama o sobě neumožňuje. V případě, že je doplněna odpovídající doplňkovou tabulkou E 13, vjezd jízdních kol je možný.